# جون سافاج
جون سافاج (بالإنجليزية: John Savage)‏ هو ممثل أمريكي، ولد في 25 أغسطس 1949 في الولايات المتحدة. بدأ مشواره المهني سنة 1969.

## أعمال

### أفلام
- (1978) صائد الغزلان[6]
- (1989) افعل الصواب
- (1990)  الجزء الثالث[7][8][9]
- (1998) الخط الأحمر الرفيع[10]
- (2005) العالم الجديد[11]

### مسلسلات
- فوياجر
- ملاك الظلام

## وصلات خارجية
- جون سافاج على موقع IMDb (الإنجليزية)
- جون سافاج على موقع روتن توميتوز (الإنجليزية)
- جون سافاج على موقع ألو سيني (الفرنسية)
- جون سافاج على موقع ميوزك برينز (الإنجليزية)
- جون سافاج على موقع تيرنر كلاسيك موفيز (الإنجليزية)
- جون سافاج على موقع أول موفي (الإنجليزية)
- جون سافاج على موقع قاعدة بيانات برودواي على الإنترنت (الإنجليزية)
- جون سافاج على موقع قاعدة بيانات الأفلام السويدية (السويدية)
- جون سافاج على موقع إن إن دي بي (الإنجليزية)
- جون سافاج على موقع ديسكوغز (الإنجليزية)